# Albești, Mureș
Albești là một xã thuộc hạt Mureș, România. Dân số thời điểm năm 2002 là 5467 người.